# Rohrenfels
Rohrenfels är en kommun och ort i Landkreis Neuburg-Schrobenhausen i Regierungsbezirk Oberbayern i förbundslandet Bayern i Tyskland.
Kommunen ingår i kommunalförbundet Neuburg an der Donau tillsammans med kommunen Bergheim.